# Nototriche sulphurea
Nototriche sulphurea là một loài thực vật có hoa trong họ Cẩm quỳ. Loài này được A.W. Hill mô tả khoa học đầu tiên năm 1906.